# Guatemalteeks voetbalelftal (vrouwen)
Het Guatemalteeks vrouwenvoetbalelftal is een voetbalteam dat Guatemala vertegenwoordigt in internationale wedstrijden, zoals het Noord-Amerikaans kampioenschap.
Nadat er in Guatemala in 1997 een vrouwencompetitie werd opgericht, ontstond er in 1998 ook een nationaal vrouwenelftal. De ploeg speelde zijn eerste wedstrijd in 1998, waarin het met 11-0 van Honduras won. Later dat jaar debuteerde het land ook in het Noord-Amerikaans kampioenschap, waarin het direct zijn beste resultaat behaalde met een vierde plaats.
De bijnamen van de ploeg zijn "Las Chapinas" (Guatemalteekse slang voor "de vrouwen"), "Azul y Blanca" ("Blauw en wit") en "La Bicolor" ("De tweekleurige)". Het elftal speelt zijn thuiswedstrijden in het Estadio Nacional Doroteo Guamuch Flores.

## Prestaties op eindronden

### Wereldkampioenschap
| Jaar   | Resultaat                | Wed                      | W                        | G                        | V                        | DV                       | DT                       |
| ------ | ------------------------ | ------------------------ | ------------------------ | ------------------------ | ------------------------ | ------------------------ | ------------------------ |
| 1991   | Niet deelgenomen         | Niet deelgenomen         | Niet deelgenomen         | Niet deelgenomen         | Niet deelgenomen         | Niet deelgenomen         | Niet deelgenomen         |
| 1995   | Niet deelgenomen         | Niet deelgenomen         | Niet deelgenomen         | Niet deelgenomen         | Niet deelgenomen         | Niet deelgenomen         | Niet deelgenomen         |
| 1999   | Niet gekwalificeerd      | Niet gekwalificeerd      | Niet gekwalificeerd      | Niet gekwalificeerd      | Niet gekwalificeerd      | Niet gekwalificeerd      | Niet gekwalificeerd      |
| 2003   | Niet gekwalificeerd      | Niet gekwalificeerd      | Niet gekwalificeerd      | Niet gekwalificeerd      | Niet gekwalificeerd      | Niet gekwalificeerd      | Niet gekwalificeerd      |
| 2007   | Niet gekwalificeerd      | Niet gekwalificeerd      | Niet gekwalificeerd      | Niet gekwalificeerd      | Niet gekwalificeerd      | Niet gekwalificeerd      | Niet gekwalificeerd      |
| 2011   | Niet gekwalificeerd      | Niet gekwalificeerd      | Niet gekwalificeerd      | Niet gekwalificeerd      | Niet gekwalificeerd      | Niet gekwalificeerd      | Niet gekwalificeerd      |
| 2015   | Niet gekwalificeerd      | Niet gekwalificeerd      | Niet gekwalificeerd      | Niet gekwalificeerd      | Niet gekwalificeerd      | Niet gekwalificeerd      | Niet gekwalificeerd      |
| 2019   | Uitgesloten van deelname | Uitgesloten van deelname | Uitgesloten van deelname | Uitgesloten van deelname | Uitgesloten van deelname | Uitgesloten van deelname | Uitgesloten van deelname |
| 2023   | Niet gekwalificeerd      | Niet gekwalificeerd      | Niet gekwalificeerd      | Niet gekwalificeerd      | Niet gekwalificeerd      | Niet gekwalificeerd      | Niet gekwalificeerd      |
| Totaal | 0/9                      | 0                        | 0                        | 0                        | 0                        | 0                        | 0                        |

### Olympische Spelen
| Jaar   | Resultaat           | Wed                 | W                   | G                   | V                   | DV                  | DT                  |
| ------ | ------------------- | ------------------- | ------------------- | ------------------- | ------------------- | ------------------- | ------------------- |
| 1996   | Niet deelgenomen    | Niet deelgenomen    | Niet deelgenomen    | Niet deelgenomen    | Niet deelgenomen    | Niet deelgenomen    | Niet deelgenomen    |
| 2000   | Niet gekwalificeerd | Niet gekwalificeerd | Niet gekwalificeerd | Niet gekwalificeerd | Niet gekwalificeerd | Niet gekwalificeerd | Niet gekwalificeerd |
| 2004   | Niet gekwalificeerd | Niet gekwalificeerd | Niet gekwalificeerd | Niet gekwalificeerd | Niet gekwalificeerd | Niet gekwalificeerd | Niet gekwalificeerd |
| 2008   | Niet deelgenomen    | Niet deelgenomen    | Niet deelgenomen    | Niet deelgenomen    | Niet deelgenomen    | Niet deelgenomen    | Niet deelgenomen    |
| 2012   | Niet gekwalificeerd | Niet gekwalificeerd | Niet gekwalificeerd | Niet gekwalificeerd | Niet gekwalificeerd | Niet gekwalificeerd | Niet gekwalificeerd |
| 2016   | Niet gekwalificeerd | Niet gekwalificeerd | Niet gekwalificeerd | Niet gekwalificeerd | Niet gekwalificeerd | Niet gekwalificeerd | Niet gekwalificeerd |
| 2020   | Niet gekwalificeerd | Niet gekwalificeerd | Niet gekwalificeerd | Niet gekwalificeerd | Niet gekwalificeerd | Niet gekwalificeerd | Niet gekwalificeerd |
| 2024   |                     |                     |                     |                     |                     |                     |                     |
| Totaal | 0/8                 | 0                   | 0                   | 0                   | 0                   | 0                   | 0                   |

### Noord-Amerikaans kampioenschap
| Jaar   | Resultaat                | Wed                      | W                        | G                        | V                        | DV                       | DT                       |
| ------ | ------------------------ | ------------------------ | ------------------------ | ------------------------ | ------------------------ | ------------------------ | ------------------------ |
| 1991   | Niet deelgenomen         | Niet deelgenomen         | Niet deelgenomen         | Niet deelgenomen         | Niet deelgenomen         | Niet deelgenomen         | Niet deelgenomen         |
| 1993   | Niet deelgenomen         | Niet deelgenomen         | Niet deelgenomen         | Niet deelgenomen         | Niet deelgenomen         | Niet deelgenomen         | Niet deelgenomen         |
| 1994   | Niet deelgenomen         | Niet deelgenomen         | Niet deelgenomen         | Niet deelgenomen         | Niet deelgenomen         | Niet deelgenomen         | Niet deelgenomen         |
| 1998   | Vierde plaats            | 5                        | 2                        | 0                        | 3                        | 10                       | 16                       |
| 2000   | Groepsfase               | 3                        | 0                        | 0                        | 3                        | 0                        | 33                       |
| 2002   | Niet gekwalificeerd      | Niet gekwalificeerd      | Niet gekwalificeerd      | Niet gekwalificeerd      | Niet gekwalificeerd      | Niet gekwalificeerd      | Niet gekwalificeerd      |
| 2006   | Niet gekwalificeerd      | Niet gekwalificeerd      | Niet gekwalificeerd      | Niet gekwalificeerd      | Niet gekwalificeerd      | Niet gekwalificeerd      | Niet gekwalificeerd      |
| 2010   | Groepsfase               | 3                        | 0                        | 0                        | 3                        | 0                        | 11                       |
| 2014   | Groepsfase               | 3                        | 0                        | 0                        | 3                        | 1                        | 8                        |
| 2018   | Uitgesloten van deelname | Uitgesloten van deelname | Uitgesloten van deelname | Uitgesloten van deelname | Uitgesloten van deelname | Uitgesloten van deelname | Uitgesloten van deelname |
| 2022   | Niet gekwalificeerd      | Niet gekwalificeerd      | Niet gekwalificeerd      | Niet gekwalificeerd      | Niet gekwalificeerd      | Niet gekwalificeerd      | Niet gekwalificeerd      |
| Totaal | 4/11                     | 14                       | 2                        | 0                        | 12                       | 11                       | 68                       |

### Pan-Amerikaanse Spelen
| Jaar   | Resultaat                | Wed                      | W                        | G                        | V                        | DV                       | DT                       |
| ------ | ------------------------ | ------------------------ | ------------------------ | ------------------------ | ------------------------ | ------------------------ | ------------------------ |
| 1999   | Niet deelgenomen         | Niet deelgenomen         | Niet deelgenomen         | Niet deelgenomen         | Niet deelgenomen         | Niet deelgenomen         | Niet deelgenomen         |
| 2003   | Niet deelgenomen         | Niet deelgenomen         | Niet deelgenomen         | Niet deelgenomen         | Niet deelgenomen         | Niet deelgenomen         | Niet deelgenomen         |
| 2007   | Niet deelgenomen         | Niet deelgenomen         | Niet deelgenomen         | Niet deelgenomen         | Niet deelgenomen         | Niet deelgenomen         | Niet deelgenomen         |
| 2011   | Niet gekwalificeerd      | Niet gekwalificeerd      | Niet gekwalificeerd      | Niet gekwalificeerd      | Niet gekwalificeerd      | Niet gekwalificeerd      | Niet gekwalificeerd      |
| 2015   | Niet gekwalificeerd      | Niet gekwalificeerd      | Niet gekwalificeerd      | Niet gekwalificeerd      | Niet gekwalificeerd      | Niet gekwalificeerd      | Niet gekwalificeerd      |
| 2019   | Uitgesloten van deelname | Uitgesloten van deelname | Uitgesloten van deelname | Uitgesloten van deelname | Uitgesloten van deelname | Uitgesloten van deelname | Uitgesloten van deelname |
| Totaal | 0/6                      | 0                        | 0                        | 0                        | 0                        | 0                        | 0                        |

## FIFA-wereldranglijst
Betreft klassering aan het einde van het jaar
| 2003 | 2004 | 2005 | 2006 | 2007 | 2010 | 2011 | 2012 | 2013 | 2014 | 2015 | 2016 | 2017 | 2018 | 2019 | 2020 | 2021 | 2022 |
| ---- | ---- | ---- | ---- | ---- | ---- | ---- | ---- | ---- | ---- | ---- | ---- | ---- | ---- | ---- | ---- | ---- | ---- |
| 75   | 80   | 81   | 82   | 83   | 87   | 85   | 76   | 72   | 82   | 76   | 71   | 74   | 80   | 79   | 75   | 80   | 83   |

## Selecties

### Huidige selectie
Deze spelers werden geselecteerd voor vriendschappelijke wedstrijden tegen de Amerikaanse Maagdeneilanden en Curaçao in februari 2022.
| Doel                            |                    |                                    |
| 1                               | Alexia Estrada     | City College of San Francisco Rams |
| 12                              | Fabiola Montenegro | Asociación Pares                   |
| Verdediging                     |                    |                                    |
| 2                               | Jemery Myvett      | MuniGuate                          |
| 3                               | Paola Solares      | CSD Concepción                     |
| 4                               | Jezmin Castellanos | Unifut Rosal                       |
| 5                               | Naylea Priego      | Asociación Pares                   |
| 6                               | Gloria Aguilar     | Unifut Rosal                       |
| 18                              | Yuvitza Mayén      | Unifut Rosal                       |
| 23                              | Lesly Ventura      | Cobaneras                          |
| Middenveld                      |                    |                                    |
| 7                               | Leslie Ramírez     | Club Deportivo Guadalajara         |
| 8                               | María Monterroso   | CD Badajoz                         |
| 10                              | Vivian Herrera     | Unifut Rosal                       |
| 16                              | Elisa Texaj        | Unifut Rosal                       |
| 17                              | María Contreras    | Haukar Hafnarfjörður               |
| 20                              | Lisbeth Aguilar    | Geen                               |
| 22                              | Beverly Reyes      | Xelajú Mario Camposeco             |
| Aanval                          |                    |                                    |
| 9                               | Andrea Álvarez     | SD Eibar                           |
| 11                              | Brithney Gutiérrez | Unifut Rosal                       |
| 13                              | Aisha Solórzano    | Southeastern Fire                  |
| 14                              | Madelyn Ventura    | Geen                               |
| 15                              | María Recinos      | Unifut Rosal                       |
| 19                              | Celsa Cruz         | Asofutbol Izabal                   |
| Bondscoach: Benjamín Monterroso |                    |                                    |